# Carangoides armatus
Carangoides armatus är en fiskart som först beskrevs av Rüppell, 1830.  Carangoides armatus ingår i släktet Carangoides och familjen taggmakrillfiskar. Inga underarter finns listade.